# Мизенко Олександр Вікторович
Олекса́ндр Ві́кторович Мизе́нко (нар. 18 січня 1972, Кіровоград, СРСР) — радянський та український футболіст, що виступав на позиції півзахисника і нападника. Найбільше відомий завдяки виступам у складі кіровоградської «Зірки», донецького «Металурга», миколаївського «Евіса» та низки інших українських, молдовських та казахстанських клубів. Під час активної кар'єри гравця був виконувачем обов'язків тренера кіровоградської «Зірки».

## Життєпис
Олександр Мизенко — уродженець Кіровограду. Перші кроки у футболі почав робити у ДЮСШ «Зірка» під керівництвом Олексія Кацмана. У першій команді «Зірки» дебютував у 16-річному віці, а вже з наступного сезону став одним з основних гравців клубу. У 1991 році Мизенка було викликано до лав радянської армії, через що він опинився у складі київського СКА, де провів ще й перший чемпіонат незалежної України. Після проходження служби Мизенко пристав на пропозицію миколаївського «Евіса», кольори якого захищав півтора сезону й навіть доклав зусиль до здобуття «срібла» першої ліги в сезоні 1993/94.
Втім, «срібний» сезон нападник у складі миколаївців не дограв, повернувшись до рідного Кіровограда, де 3,5 року представляв інтереси «Зірки-НІБАС». Саме на малій Батьківщині Мизенку вдалося розкрити свої найкращі якості та продемонструвати пристойну результативність. Не в останню чергу завдяки його голам, кіровоградцям вдалося за два сезони подолати шлях від другої ліги до «вишки».
У 1997 році Мизенко перейшов до лав донецького «Металурга», втім, грав уже не так яскраво, як у «Зірці». Більш ніж за 30 матчів у чемпіонаті він відзначився лише тричі й після завершення першого кола сезону 1998/99 залишив Донецьк, уклавши угоду з тираспольським «Шерифом». У складі нового клубу український футболіст відіграв зовсім небагато матчів, однак встиг стати володарем Кубка Молдови 1998/99.
Після вояжу до Тирасполя у Мизенка почався «любительський» етап кар'єри, під час якого він протягом трьох років захищав кольори аматорських клубів «Артеміда» (Кіровоград), «Уренгойгазпром» (Анапа) та «Ікар-МАКБО» (Кіровоград). У 2003 році повернувся до «Зірки», разом з якою здобув «золото» першої ліги чемпіонату України. Втім, у «вишці» Мизенку себе проявити не вдалося і він вирішив спробувати легіонерського хлібу вдруге, вирушивши до казахстанського «Актобе-Ленто». Втім, того ж року повернувся до Кіровограда. У 2005 році виконував обов'язки головного тренера «Зірки». Залишався у клубі навіть після втрати «Зіркою» професійного статусу.
З 2008 року виступав за низку аматорських колективів України: «Холодний Яр» (Кам'янка), «Воронівка» (Вознесенський), «Украгроком» (Головківка), «Локомотив-Хлібодар» (Знам'янка), «Новатор» (Бобринець) та інші. У 2009 році захищав кольори южноукраїнського «Тепловика» у Кубку Ліги.

## Досягнення
- Володар Кубка Молдови (1): 1998/99
- Переможець першої ліги чемпіонату України (2): 1994/95, 2002/03
- Срібний призер першої ліги чемпіонату України (1): 1993/94
- Бронзовий призер другої ліги чемпіонату України (1): 1993/94